# ナイジェル・オーウェンズ
ナイジェル・オーウェンズ MBE（Nigel Owens、1971年6月18日 - ）はウェールズのラグビーの審判員。ウェールズラグビー協会所属のプロフェッショナルレフリー。

## 来歴
カーマーゼンシャー州・マニズクルリグ出身。1987年からラグビーのレフリーを始め、カーマーゼンとペンブルックシャーのU15試合が最初のレフリーとされる。2001年から欧州ラグビーチャレンジカップの国際レフリーを務め、ラグビーワールドカップでは2007年から4回連続でレフリーを担当。2015決勝ではレフリーを務めた。これらが評価され、2015年の世界最優秀レフリーに選出。
2020年12月、国際試合からの引退を発表。

## 私生活
2007年、新聞「Wales on Sunday」でのインタビューで同性愛を告白。26歳のとき自殺を図っていたという。
2016年に大英帝国勲章のメンバー (MBE) を叙されている。

## ラグビー以外での活動
ウェールズのテレビ局・S4Cで放送されるウェールズ語によるトーク番組「Jonathan and Bwrw'r Bar ("Hit the Bar")」やクイズ番組「Munud i Fynd ("A Minute to Go")」に進行役として出演している。

## 受賞歴
- ワールドラグビー最優秀レフリー賞:2015年